# ماینینگن، اتریش
ماینینگن  (به آلمانی: Meiningen) یک شهر در اتریش است که در ناحیه فلدکیرش واقع شده‌است. ماینینگن  ۵٫۳۷ کیلومتر مربع مساحت دارد ۴۲۵ متر بالاتر از سطح دریا واقع شده‌است.

## خواهرخوانده
شهر ماینینگن خواهرخواندهٔ ماینینگن  هست.